# Guan Yu
Guan Yu, mais conhecido como Kwan Kung, foi um dos maiores guerreiros da China Antiga, ele era muito forte e temido por seus inimigos, um dos guerreiros mais leais e irmão jurado de Liu Bei e de Zhang Fei, teve também um filho adotivo, Kwan Ping e um de sangue, Kwan Xing. Kwan Yu foi o inventor de uma das armas mais famosas, que se encontra dentro do kung fu, o guan dao (ou kwan tao), que pesava 5 kg(algumas fontes chegam a dizer que essa arma pesava 50kg, o que requereria de seu usuário  força, e habilitade extremas no kung fu).
Foi morto em batalha contra o reino de Wu. Quando suas habilidades foram usadas em combinação com Liu Bei e Zhang Fei  contra o temivel Lu Bu,este foi forçado a se retirar, Após a morte de Lu Bu, Kwan Yu pegou para si o cavalo de Lu Bu, o lendário "Lebre Vermelha" que de acordo com a lenda corria 1000 léguas em um dia.